# Il mago dei prodigi
Il mago dei prodigi (El magico prodigioso) è una commedia in tre atti di Pedro Calderón de la Barca scritta nel 1637.

## Trama
La vicenda si concentra sulla vita di due santi e martiri cristiani, Cipriano e Giustina, ambientata in un'immaginaria Antiochia della tarda classicità. I confini temporali sono vaghi e la città sembra più europea e barocca che orientale e antica. I temi centrali dell'opera, una commedia di santi (comedia de santos), sono il libero arbitrio, la ricerca di Dio, la dannazione, la virtù, la grazia, il perdono, l'amore casto. Come commedia, l'opera, pur concludendosi con un finale cruento e sfavorevole ai personaggi principali di Giustina e Cipriano, che salgono sul patibolo del martirio, presenta comunque un paradossale lieto fine, cioè l'esaltazione della virtù cristiana, la sconfitta del diavolo e il trionfo dei protagonisti in paradiso.
Cipriano, uno studioso pagano, viene gabbato dal diavolo che si presenta a lui in forma di cavaliere, dicendo di potergli dare informazioni su un oscuro passo di Plinio, per riuscire a portare l'acuta mente dell'erudito lontano dalla rivelazione della verità cristiana. Tuttavia l'ingegno di Cipriano non si fa vincere dal demonio che si allontana indispettito. Nel frattempo, due giovani di nobile famiglia, si contendono l'amore di Giustina, la figlia di Lisandro: cristiani entrambe, padre e figlia condividono in realtà un segreto che il padre disvela alla ragazza, fino ad allora ignara. Lei, infatti, non è sua figlia naturale, ma venne adottata dal padre su richiesta di un altro cristiano. Nella disputa tra Floro e Lelio si intrecciano le vicende di due altri giovani, i servitori Moscone e Clarino, che invece si contendono le grazie di Livia, cameriera di Giustina. Per effetto del diavolo, anche Cipriano si innamora di Giustina: è ancora il demonio, con una serie di stratagemmi e magici inganni, a fare credere ai vari amanti che Giustina si sia concessa ad altri uomini, generando così confusione e gettando discredito su Giustina.
Cipriano accetta la proposta del diavolo di diventare suo seguace e impratichirsi nella magia, nella speranza di irretire così definitivamente Giustina. In capo a un anno, divenuto esperto nei sortilegi, dopo aver ceduto con un contratto la sua anima a Satana, Cipriano è convinto di poter così obbligare la giovane ad amarlo: il diavolo si reca a riscuotere gli effetti dell'incantesimo, ma Giustina, pur pressata dalla forza del tormento magico, è irremovibile e l'incantesimo non può nulla di fronte al libero arbitrio. Così, per calmare Cipriano, il diavolo fabbrica un finto simulacro di Giustina che invia a Cipriano, ma quando prova ad afferrarlo, si rivela un vuoto scheletro. Compresa così la caducità della natura umana e degli inganni del diavolo, Cipriano capisce finalmente che il dio di cui Plinio parla è il Dio cristiano e, quindi, paradossalmente convertito dal diavolo alla nuova fede, può finalmente ricongiungersi a Giustina in un amore casto e vero. La città di Antiochia, però, parte alla persecuzione dei cristiani e arresta i due amanti, accusandoli di empietà e apostasia. Decapitati, mentre il boia ne mostra le teste mozzate, il diavolo appare in cielo, costretto, per ordine di Dio, a rivelare con un evento prodigioso, l'innocenza di Giustina, che viene così scagionata da tutte le sue accuse. Il finale turba gli antiocheni e presuppone così nuove conversioni alla fede di Cristo.

## Riferimenti letterari
Densa di molte citazioni, a partire dalla scelta stessa dell'argomento, probabilmente derivante dai martirologi e dai leggendari come quello di Jacopo da Varazze, o altri autori, la commedia si arricchisce anche di suggerimenti e spunti tratti dalla letteratura classica: l'immagine del fantasma che si rivela scheletro mortale è un topos tipico della letteratura barocca, come nelle poesie di Gongora. Invece, donne scambiate con fantasmi, compaiono nella letteratura europea e classica a partire dalla Palinodia di Stesicoro, in cui il poeta proponeva una versione alternativa del rapimento di Elena di Troia, sostenendo che la donna fosse stata sostituita da un suo simulacro, fatto di aria e di nuvola. Il passo che rende perplesso Cipriano è una serie di brani della Naturalis historia di Plinio il Vecchio (libro II, 14-22), che alla fine Cipriano concilierà con l'idea del Dio cristiano. Come ne El burlador de Sevilla di Tirso de Molina, l'onore femminile è riscattato tramite un intervento soprannaturale, l'unico capace di fornire una dimostrazione reale e persuadere i contemporanei dell'innocenza di Giustina. Il tema del libero arbitrio, che pure non è preminente come in La vita è sogno, consente comunque all'autore di mostrare la centralità della libertà intellettuale e di scelta nell'uomo anche sul piano della salvezza, in polemica con il protestantesimo: senza questo presupposto, Giustina non avrebbe salvato la propria virtù dalle insidie del demonio: non è infatti tanto la grazia, che pure la ragazza possiede e che la spinge ad azioni eroiche come il martirio, ma la sua perseveranza nella fede e quindi la sua convinzione di rispettare i valori in cui crede, a permetterle di fronteggiare e vincere la tentazione del diavolo.